# Olmo (wielerploeg)

Logo van Olmo

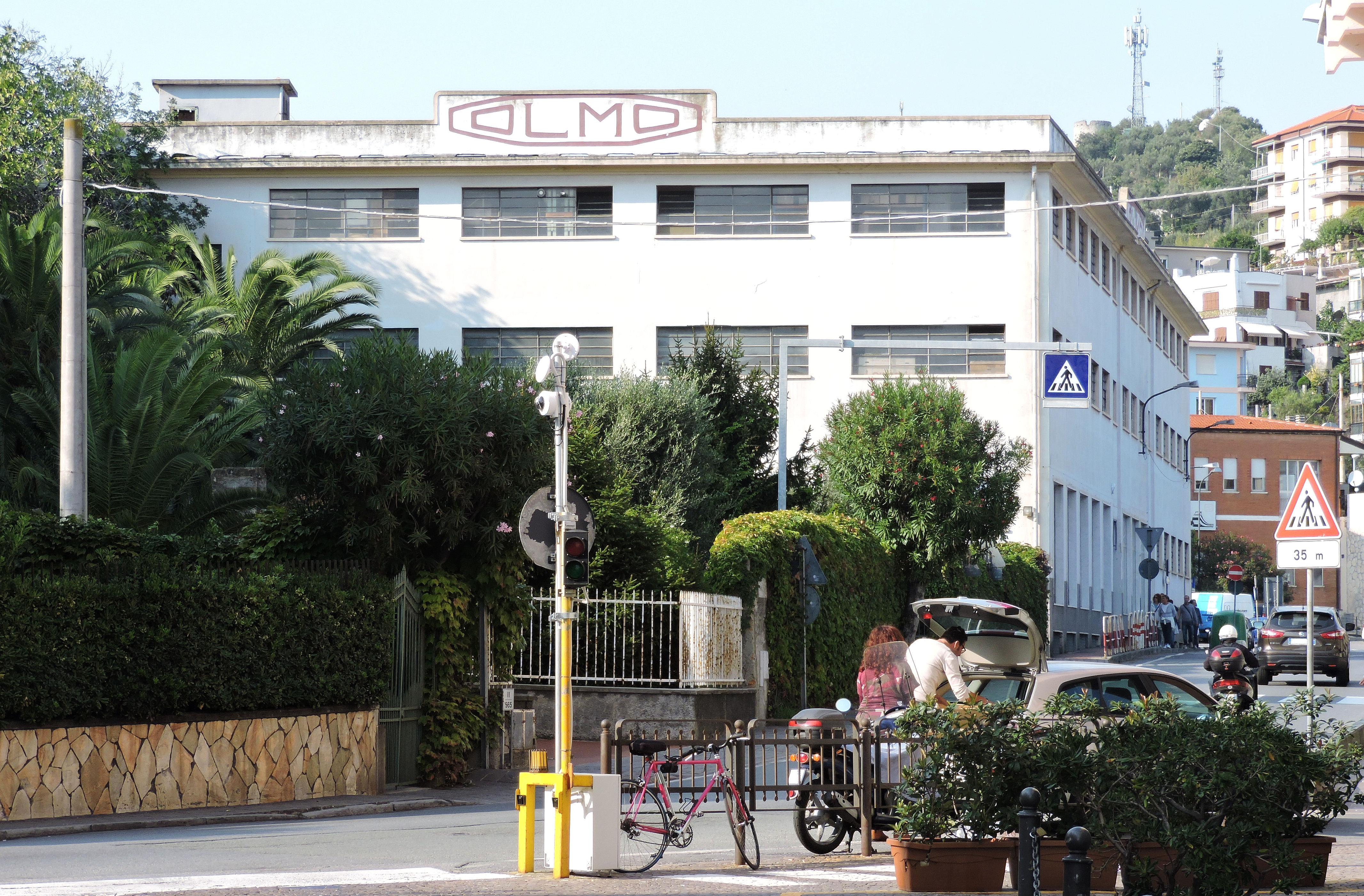
hoofdkwartier van Olmo

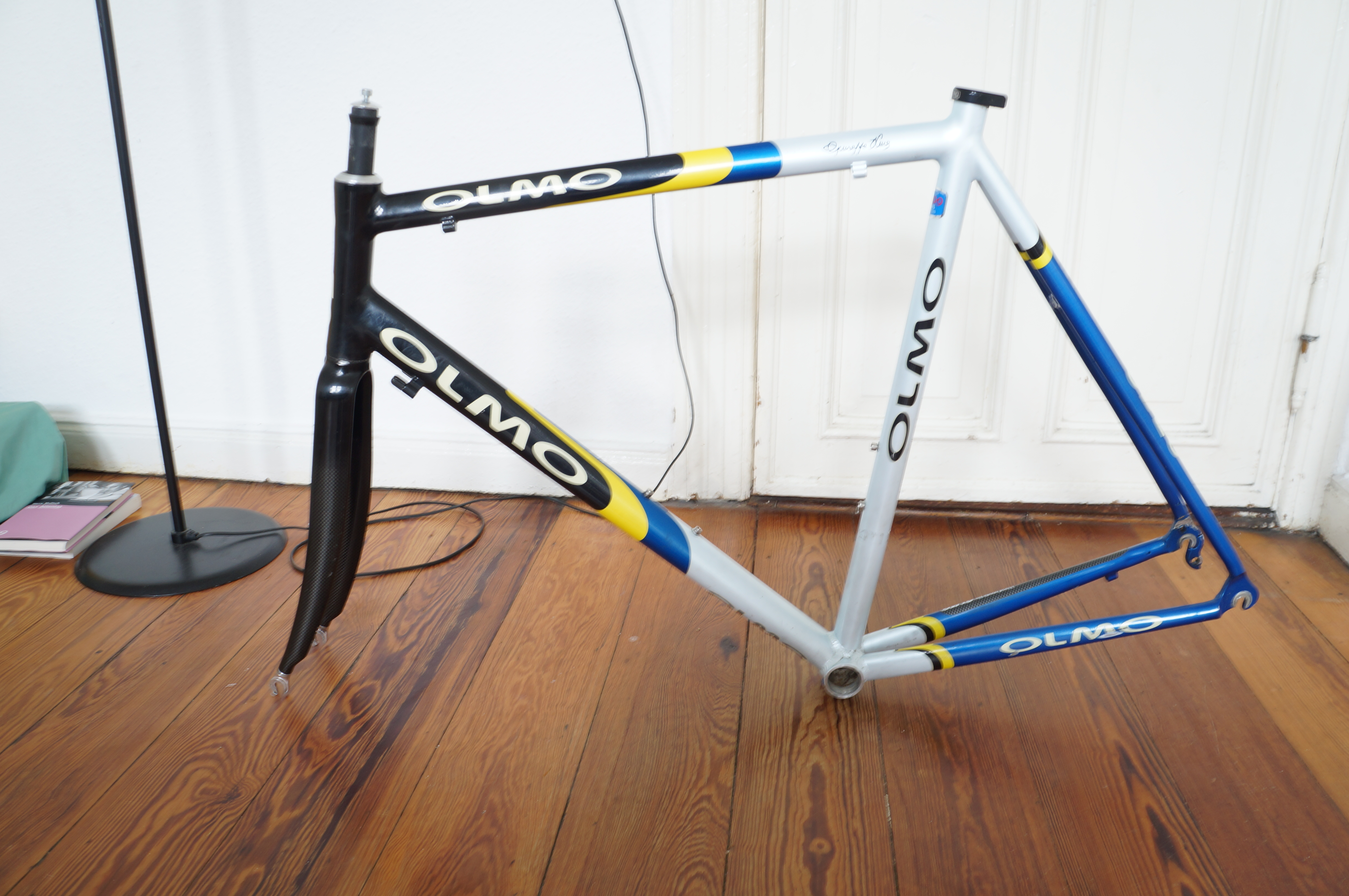
Modern Olmo frame

Olmo was een Italiaanse wielerploeg, actief van 1946 tot 1949. Hoofdsponsor was de Italiaanse fietsfabrikant Olmo.  Additionele sponsors waren onder meer het Italiaanse motorfietsmerk Fulgor (daarom ook Olmo-Fulgor in 1946 en 1947).
Het was de oud-wielrenner Giuseppe Olmo die na zijn professionele fietscarrière in 1939 een fietsfabrikant werd en in Celle Ligure het bedrijf Industria della Biciclette Giovanni Olmo opzette. Hij sponsorde ook een aantal jaren een eigen wielerploeg waarbij hij oud-wielrenner Giuseppe Olivieri aantrok als ploegleider.
Er reden heel wat Belgen bij deze ploeg onder meer Briek Schotte. Andere renners waren de Vlamingen Lucien Vlaemynck, Sylvère Maes en Roger Desmet, de Zwitsers Emilio Croci Torti en Robert Lang, de Fransen Urbain Caffi, Fermo Camellini en Émile Idée en de Italianen Alfredo Bovet, Giovanni Valetti en Fermo Camellini.